# 特羅卡德羅

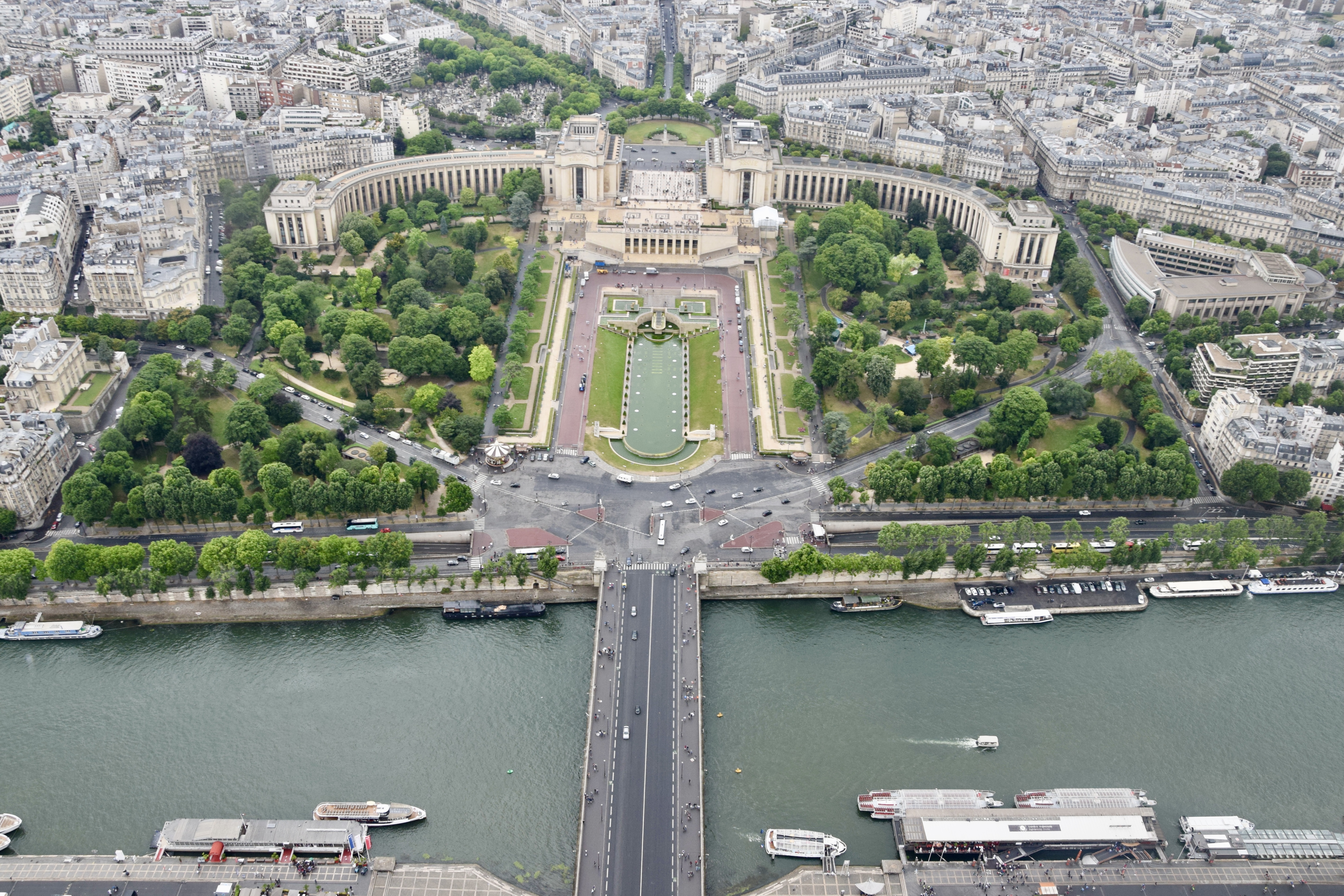
从埃菲尔铁塔拍摄的夏乐宫

特羅卡德羅（法語：Trocadéro）是法国巴黎的一个地区，也是夏乐宫的所在地，它位于巴黎十六区，与埃菲尔铁塔隔塞纳河相望。特羅卡德羅的名字來自於特罗卡德罗战役。